# دره‌آلان (مرزیفون)
دره‌آلان (به ترکی استانبولی: Derealan) یک منطقهٔ مسکونی در ترکیه است که در مرزیفون واقع شده‌است.